# Karate-Europameisterschaften 2019
Die 54. Karate-Europameisterschaften der European Karate Federation wurden vom 28. bis 31. März 2019 im Palacio Multiusos in Guadalajara, Spanien ausgetragen. Insgesamt starteten 564 Teilnehmer aus 51 Nationen.

## Medaillen Herren

### Einzel
| Kategorie     | Gold             | Silber           | Bronze                              |
| ------------- | ---------------- | ---------------- | ----------------------------------- |
| Kata          | Damián Quintero  | Ali Sofuoğlu     | Mattia Busato Roman Heydarov        |
| Kumite -60 kg | Evgeny Plakhutin | Angelo Crescenzo | Emil Pavlov Eray Şamdan             |
| Kumite -67 kg | Steven Da Costa  | Mario Hodzic     | Stefan Pokorny Yves Martial Tadissi |
| Kumite -75 kg | Luigi Busa       | Rəfael Ağayev    | Joe Kellaway Stanislaw Horuna       |
| Kumite -84 kg | Uğur Aktaş       | Anton Isakau     | Nikola Malovic Ivan Kvesic          |
| Kumite +84 kg | Jonathan Horne   | Slobodan Bitevic | Asiman Gurbanli Anđelo Kvesić       |

### Mannschaft
| Kategorie | Gold                                                                                               | Silber | Bronze |
| --------- | -------------------------------------------------------------------------------------------------- | --- | --- |
| Kata      | Spanien José Carbonell Sergio Galán Francisco Salazar                                              | Türkei Duran Kutluhan Emre Vefa Göktaş Ali Sofuoğlu                                                                    | Russland Maksim Ksenofontov Mehman Rzaev Emil Skovorodnikov Italien Gianluca Gallo Alessandro Iodice Giuseppe Panagia |
| Kumite    | Türkei Uğur Aktaş Enes Bulut Muratcan Deniz Erman Eltemur Murat Öz Burak Uygur Alparslan Yamanoğlu | Serbien Vladimir Brežančić Ljubiša Marić Marko Martinović Uroš Mijalković Đorđe Salapura Đorđe Tešanović Bogdan Trikoš | Spanien Pablo Arenas Raúl Cuerva Matías Gómez Rodrigo Ibáñez Marcos Martínez Alejandro Molina Babacar Seck Kroatien Enes Garibović Anđelo Kvesić Ivan Kvesić Ivan Martinac Ante Mrvičić Stjepan Štimac Zvonimir Živković |

## Medaillen Damen

### Einzel
| Kategorie     | Gold                   | Silber             | Bronze                             |
| ------------- | ---------------------- | ------------------ | ---------------------------------- |
| Kata          | Sandra Sánchez Jaime   | Viviana Bottaro    | Alexandra Feracci Dilara Eltemur   |
| Kumite -50 kg | Sophia Bouderbane      | Bettina Plank      | Serap Özçelik Jelena Milivojčević  |
| Kumite -55 kg | Jennifer Warling       | Tuba Yakan         | Amy Connell Iwet Goranowa          |
| Kumite -61 kg | Merve Çoban            | Tjasa Ristic       | Anita Serjohina Ingrida Suchankova |
| Kumite -68 kg | Alizee Agier           | Elena Quirici      | Silvia Semeraro Katrine Pedersen   |
| Kumite +68 kg | Laura Palacio Gonzalez | Eleni Chatziliadou | Titta Keinanen Meltem Hocaoğlu     |

### Mannschaft
| Kategorie | Gold                                                                   | Silber                                                     | Bronze |
| --------- | ---------------------------------------------------------------------- | ---------------------------------------------------------- | --- |
| Kata      | Spanien Lidia Rodríguez Raquel Roy Marta Vega                          | Italien Carola Casale Terryana D’Onofrio Michela Pezzetti  | Portugal Mariana Belo Ana Cruz Patrícia Espartei Russland Polina Kotlyarova Irina Troitskaya Maria Zotova                              |
| Kumite    | Ukraine Halyna Melnyk Anita Serjohina Diana Shostak Anzhelika Terliuga | Türkei Yıldız Aras Merve Çoban Eda Eltemur Meltem Hocaoğlu | Italien Lorena Busà Clio Ferracuti Laura Pasqua Silvia Semeraro Deutschland Jana Bitsch Shara Hubrich Johanna Kneer Madeleine Schröter |

## Medaillenspiegel
Ausrichter 
| Platz | Land           | Gold | Silber | Bronze | Gesamt |
| ----- | -------------- | ---- | ------ | ------ | ------ |
| 1     | Spanien        | 5    | 0      | 1      | 6      |
| 2     | Türkei         | 3    | 4      | 4      | 11     |
| 3     | Frankreich     | 3    | 0      | 1      | 4      |
| 4     | Italien        | 1    | 3      | 4      | 8      |
| 5     | Russland       | 1    | 0      | 2      | 3      |
|       | Ukraine        | 1    | 0      | 2      | 3      |
| 7     | Deutschland    | 1    | 0      | 1      | 2      |
| 8     | Luxemburg      | 1    | 0      | 0      | 1      |
| 9     | Serbien        | 0    | 2      | 1      | 3      |
| 10    | Aserbaidschan  | 0    | 1      | 2      | 3      |
| 11    | Österreich     | 0    | 1      | 1      | 2      |
|       | Montenegro     | 0    | 1      | 1      | 2      |
| 13    | Belarus        | 0    | 1      | 0      | 1      |
|       | Griechenland   | 0    | 1      | 0      | 1      |
|       | Schweiz        | 0    | 1      | 0      | 1      |
|       | Slowenien      | 0    | 1      | 0      | 1      |
| 17    | Kroatien       | 0    | 0      | 3      | 3      |
| 18    | Ungarn         | 0    | 0      | 1      | 1      |
|       | Schottland     | 0    | 0      | 1      | 1      |
|       | Bulgarien      | 0    | 0      | 1      | 1      |
|       | England        | 0    | 0      | 1      | 1      |
|       | Nordmazedonien | 0    | 0      | 1      | 1      |
|       | Portugal       | 0    | 0      | 1      | 1      |
|       | Dänemark       | 0    | 0      | 1      | 1      |
|       | Slowakei       | 0    | 0      | 1      | 1      |
|       | Finnland       | 0    | 0      | 1      | 1      |
| Total | Total          | 16   | 16     | 32     | 64     |